# Rudka, Cernihiv
Rudka (în ucraineană Рудка) este localitatea de reședință a comunei Rudka din raionul Cernihiv, regiunea Cernihiv, Ucraina.

## Demografie
Componența lingvistică a localității Rudka
     Ucraineană (98,46%)
     Rusă (1,54%)
Conform recensământului din 2001, majoritatea populației localității Rudka era vorbitoare de ucraineană (98,46%), existând în minoritate și vorbitori de rusă (1,54%).